# Малинин, Михаил Иванович
Михаи́л Ива́нович Мали́нин (1845 — 8 декабря (20 декабря) 1885) — юрист, профессор гражданского судоустройства и судопроизводства.

## Биография
Михаил Малинин учился в Московской духовной семинарии и юридическом факультете Новороссийского университета; в том же университете был профессором гражданского судоустройства и судопроизводства и деканом юридического факультета. Лекции его отличались большой содержательностью и сильно интересовали слушателей.
Умер 8 декабря 1885 года.